# (19423) Hefter
(19423) Hefter (1998 FD58) – planetoida z pasa głównego asteroid okrążająca Słońce w ciągu 3,76 lat w średniej odległości 2,42 j.a. Odkryta 20 marca 1998 roku.